# 巴西特維爾鎮區 (堪薩斯州第開特縣)
巴西特維爾鎮區（英語：Bassettville Township）為美國堪薩斯州第開特縣轄下的鎮區。2010年美国人口普查中此鎮區人口有35人。

## 地理
巴西特維爾鎮區涵蓋總面積為92.8平方（35.83平方英里），其中陸地面積為92.8平方（35.83平方英里），水域面積為0平方（0.00平方英里）或0.00%。海拔高度850（2,790英尺）。

## 人口統計
根據2010年美國人口普查，巴西特維爾鎮區人口有35人，其中男性有20人，女性有15人，人口密度為每平方公里0.38人，住房計19戶。鎮區內的白人有34人，非裔美國人有0人，美洲原住民有0人，亞裔美國人有0人，太平洋島裔美國人有0人，其他種族有0人，混血種族則有1人。此外鎮區內有0人為西班牙裔或拉丁裔美國人。此鎮區之年齡中位數為29.5歲，而男性年齡中位數為37.5歲，女性年齡中位數為27.8歲。